# UwU

Na imagem, está sendo utilizado um UwU corando, embora pode ser usado de qualquer outra maneira.

uwu (/ˈuːwuː/), normalmente estilizado como UwU, se refere à um emoticon utilizado tipicamente para simbolizar fofura, felicidade, amizade ou ternura, e as vezes usado em shitposts. Embora sua origem ser desconhecida, o primeiro uso confirmado é de 14 de outubro de 2005, em uma fanfiction do mangá japonês Yu-Gi-Oh!, publicada pelo usuário DaakuKitsune.
O UwU ganhou ainda mais popularidade a partir da década de 2010. Em 16 de agosto de 2012, o UwU foi adicionado no Urban Dictionary e descrito como uma versão alternativa de se digitar um rosto feliz. Em 12 de maio de 2013, uma conversa no Tumblr viralizou. Nele, um usuário afirmava que o emoticon "não parecia mais um rosto", e sim "o som oowoo", pela qual outro usuário respondeu espantado sobre o UwU ser um rosto, fato que não sabia. Desde então, a popularidade do UwU apenas cresceu. Em 22 de outubro de 2018, a conta oficial do Twitter (atual X) chegou à twittar UwU, em resposta à outra conta. 

## Uso
UwU é frequentemente usado para denotar fofura, felicidade, amizade ou ternura. UwU também pode ser irritante, principalmente com seu uso excessivo, ou em copypastas. Ele também pode ser utilizado em momentos de Mangas/Animes para representar fofura como uma característica de um dos personagens apresentados. [carece de fontes?]

## História
O primeiro registro comprovado de uso de *UwU* data de 14 de outubro 2005, em uma fanfiction de anime chamada Genie of the Puzzle. A origem da palavra é desconhecida, com muitas pessoas acreditando que ela se originou em salas de chat na Internet. Em 2014, o emoticon se espalhou pela internet no Tumblr, tornando-se uma subcultura da internet.
A palavra UwU consta no observatório de palavras da instituição linguística Real Academia Espanhola, no qual é definida como um "emoticon usado para mostrar alegria ou ternura".

### Usos notáveis
Em 22 de outubro de 2018, a conta oficial do Twitter tuitou "UwU" em resposta a um comentário de uma artista independente. Atualmente, o tweet tem mais de 13,8 mil curtidas e 9,1 mil retweets.
Utilizados por diversos usuários de Discord / Twitter / Reddit / Amino
, etc.
Em 2020, a conta de esportes eletrônicos no Twitter do Exército dos EUA twittou "UwU" em resposta a um tweet do Discord.